# Vetenskapsåret 1922

## Händelser

### Arkeologi
- 5 november – Brittiska amatörarkeologen Howard Carter upptäcker farao Tutankhamons grav med guldskatter i Konungarnas dal nära staden Luxor i Egypten [1].

### Fysik
- Okänt datum - Arthur Compton studerar spridningen (scattering) av röntgenfotoner genom elektroner.
- Okänt datum - Otto Stern och Walther Gerlach påvisar "rummets kvantegenskaper".

### Medicin
- Okänt datum - Första framgångsrika insulinbehandlingen av diabetes.

### Kemi
- Okänt datum - Tjeckiske kemisten Jaroslav Heyrovský uppfinner polarografin för kemisk analys, Nobelpristagare 1959.

### Matematik
- Okänt datum - Stefan Banach formulerar Banachs fixpunktssats.

## Pristagare
- Copleymedaljen: Ernest Rutherford
- Darwinmedaljen: Reginald C. Punnett
- Nobelpriset: [2]
  - Fysik: Niels Bohr
  - Kemi: Francis Aston
  - Fysiologi/medicin: Archibald V. Hill, Otto Meyerhof
- Sylvestermedaljen: Tullio Levi-Civita
- Wollastonmedaljen: Alfred Harker [3]

## Födda
- 18 juli - Thomas Kuhn (död 1996), vetenskapsfilosof.
- 10 augusti - Mary Alice McWhinnie (död 1980), polarforskare.[4]
- 8 november - Christiaan Barnard (död 2001), kirurg.

## Avlidna
- 5 januari - Ernest Shackleton, 47, upptäcktsresande.
- 22 januari - Camille Jordan, 84, matematiker.
- 26 maj - Ernest Solvay, 84, kemist.
- 18 juni - Jacobus Kapteyn, 71, astronom.
- 2 augusti - Alexander Graham Bell, 75, uppfinnare.

### Fotnoter
1. ↑  20:e århundrades När Var Hur - 1922, Bernt Himmelstedt, Forum, 1999
2. ↑  ”Nobelpriset”. http://nobelprize.org/nobel_prizes/lists/all/index.html. Läst 10 april 2011.
3. ↑  ”Geological Society”. Arkiverad från originalet den 5 juni 2011. https://web.archive.org/web/20110605102217/http://www.geolsoc.org.uk/gsl/society/history/page750.html. Läst 14 april 2011.
4. ↑  ”Mary Alice McWhinnie på lgdata”. http://lgdata.s3-website-us-east-1.amazonaws.com/docs/674/1148745/McWhinnie_MaryAlice_ProficioRpt.pdf. Läst 23 juli 2018.